# (5252) Vikrymov
(5252) Vikrymov (1985 PZ1) – planetoida z pasa głównego asteroid okrążająca Słońce w ciągu 3,66 lat w średniej odległości 2,37 j.a. Odkryta 13 sierpnia 1985 roku.